# Alexandre Vassilievitch Aleksandrov
Pour les articles homonymes, voir Aleksandar Aleksandrov et Aleksandrov.
Œuvres principales
Hymne national soviétique
Alexandre Vassilievitch Aleksandrov (en russe : Александр Васильевич Александров), né le 13 avril 1883 à Plakhino, en Russie impériale, et mort le 8 juillet 1946 à Berlin, en zone d'occupation soviétique en Allemagne, est un compositeur russe et soviétique, le fondateur et chef des Chœurs de l'Armée rouge. Il a écrit la musique de l'hymne national soviétique, devenu l’hymne national de la Russie, mais avec de nouvelles paroles.

## Biographie
Alexandre Vassilievitch Aleksandrov naquit en 1883 dans le village de Plakhino, situé au sud-est de Moscou. Lorsqu’il était un jeune garçon, son chant était si impressionnant qu’il se rendit à Saint-Pétersbourg afin de devenir choriste à la cathédrale de Kazan. Élève de Nikolaï Medtner, il étudia la composition aux conservatoires de Saint-Pétersbourg avec Glazunov et Lyadov, puis de Moscou avec Vasilenko, où il devint professeur de musique en 1918, puis chef du département de direction de chœurs en 1925.
Il se spécialisa dans la composition pour la musique chorale et principalement  pour l'Ensemble de Danse et de Chant de l'Armée soviétique qu'il fonda en 1928 et qu'il dirigea avec grand succès dans l'URSS et le monde. Après sa mort, cet ensemble prit son nom.  
Son œuvre consiste en des pièces chorales de différents caractères (lyrique, héroïque et comique), dans un style simple toujours en lien avec les chants folkloriques russes ; bien qu'il ait aussi composé certains chants polyphoniques d'une écriture délicate destinés aux spectacles. On compte aussi 60 chansons, 70 arrangements de chants folkloriques, des opéras et son chef d’œuvre l'hymne national soviétique.
Aleksandrov fonda les Chœurs de l’Armée rouge et fut leur directeur pendant de nombreuses années, rôle qui lui permit de gagner les faveurs de Staline, qui dirigea le pays pendant les vingt dernières années de la vie d’Aleksandrov. Les chœurs participèrent avec succès à l’Exposition universelle de 1937 à Paris. En 1942, Staline lui commanda un nouvel hymne de l'Union soviétique pour remplacer l'Internationale. Cet hymne, dont les paroles furent écrites par Sergueï Mikhalkov, fut officiellement adopté le 1er janvier 1944. Il fut utilisé jusqu’à la dislocation de l'Union soviétique en 1991. Il devint l’hymne national de la Russie en décembre 2000, avec de nouvelles paroles du même Sergueï Mikhalkov.
En 1941, après l’attaque de l’Allemagne nazie contre l’Union soviétique, Alexandre Aleksandrov composa la musique du célèbre chant Sviachtchennaïa Voïna (« Guerre sacrée »).
Il est mort le 8 juillet 1946, au cours d’une tournée à Berlin. Il est enterré au cimetière de Novodevitchi.